# Zusatzweiterbildung Andrologie
Die Zusatzweiterbildung Andrologie ist eine in der Musterweiterbildungsordnung der deutschen Bundesärztekammer von 2018 (MWBO) aufgeführte Zusatzweiterbildung in Andrologie für Fachärzte für Haut- und Geschlechtskrankheiten, Innere Medizin und Endokrinologie und Diabetologie oder Urologie.

## Definition
Die Zusatzweiterbildung Andrologie umfasst in Ergänzung zu einer Facharztkompetenz die Vorbeugung, Erkennung, konservative Behandlung und Rehabilitation von männlichen Fertilitätsstörungen einschließlich partnerschaftlicher Störungen und männlicher Kontrazeption, der erektilen Dysfunktion einschließlich Libido-, Ejakulations- und Kohabitationsstörungen, des primären und sekundären Hypogonadismus, der Gynäkomastie, der Pubertas tarda sowie der Seneszenz des Mannes.

## Mindestanforderung
Um die Zusatzbezeichnung Andrologie führen zu dürfen, müssen Ärzte
- über die Facharztanerkennung in den Gebieten  Haut- und Geschlechtskrankheiten, Innere Medizin und Endokrinologie und Diabetologie oder Urologie verfügen

und zusätzlich
- 12 Monate Andrologie unter Befugnis an Weiterbildungsstätten absolvieren.[1]

Bei der Anmeldung zur Weiterbildungsprüfung müssen der zuständigen Ärztekammer sämtliche Nachweise über die erfüllten Mindestanforderungen vorgelegt werden. Dazu gehören auch die Logbuch-Dokumentationen über alle durch die MWBO vorgegebenen Inhalte der Weiterbildung.

## Inhalte der Weiterbildung
Bei der Weiterbildungsprüfung muss man darlegen können, dass man Kenntnisse, Erfahrungen und Fertigkeiten unter anderem in folgenden Bereichen erlangt hat:
- Prävention und Früherkennung andrologischer Krankheitsbilder
- Hormonelle Störungen: Erkennung, Diagnostik und konservative Therapie der Pubertas tarda, des endokrinen Hypogonadismus – auch beim alternden Mann –, der Gynäkomastie
- Infertilität und ungewollte Kinderlosigkeit
  - Erkennung, Diagnostik und Therapie der männlichen Infertilität
  - Interdisziplinäre Indikationsstellung für Verfahren der assistierten Reproduktion
  - Beratung des Paares bei ungewollter Kinderlosigkeit
  - Andrologische Beratung, auch onkologischer Patienten, bezüglich Kryokonservierung von Spermatozoen und Hodengewebe
- Sexualmedizinische Aspekte
  - Diagnostik und Therapie von Störungen der Erektion, der Libido, der Ejakulation und der Kohabitation einschließlich sexualmedizinischer Beratung
  - Beratung zur männlichen Kontrazeption
- Diagnostik und Therapie
  - Sonographische/Duplexsonographische Untersuchungen des männlichen Genitales
  - Ejakulatuntersuchungen nach WHO-Vorgaben
  - Indikationsstellung zur humangenetischen Diagnostik und Beratung bei andrologischen Fragestellungen.[1]

Die Inhalte der Musterweiterbildungsordnung sind allerdings nur eine Empfehlung für die rechtsverbindlichen Weiterbildungsordnungen der Landesärztekammern, die hiervon abweichende Regelungen treffen können.